# Вакцинація проти COVID-19 у Бангладеш
Вакцинація проти COVID-19 в Бангладеш — це кампанія масової імунізації населення Бангладеш проти COVID-19 під час пандемії коронавірусної хвороби. Вакцинація проти COVID-19 розпочалась у Бангладеш 27 січня 2021 року, проте масова вакцинація населення стартувала 7 лютого 2021 року.
Вакцина Oxford–AstraZeneca була єдиною вакциною проти COVID-19, дозволеною для екстреного використання в країні з січня по квітень 2021 року. Бангладеш замовив вакцину, вироблену Інститутом сироватки крові Індії; однак інститут доставив до Бангладеш менше половини узгоджених доз вакцини. Після появи внаслідок цього нестачі вакцин Бангладеш схвалив російську вакцину «Спутник V» і китайську «Sinopharm BIBP» для екстреного використання наприкінці квітня 2021 року. Бангладеш також дозволив екстрене використання вакцини Pfizer–BioNTech проти COVID-19, яка буде постачатися в рамках COVAX. Повідомлялося, що уряд Бангладеш планував надати дозвіл вакцині Bangavax, виготовленій у Бангладеші та розробленій компанією «Globe Biotech Ltd.», на проведення першого клінічного дослідження, яке було внесено до списку «Проєкт ландшафту та відстеження кандидатів на вакцини проти COVID-19» Всесвітньою організацією охорони здоров'я. Однак доля вакцини «Bangavax» все ще не визначена з невідомих причин. Бангладеш вже повністю імунізував більше 70 % свого населення та отримав фінансування від програми під назвою «Friendship».
Станом на жовтень 2021 року Бангладеш повністю схвалив 7 вакцин проти COVID-19.

## Передумови
21 червня 2020 року Китай запросив Бангладеш отримати пріоритетний доступ до вакцини проти COVID-19 після того, як її буде успішно розроблено. У липні 2020 року Рада медичних досліджень Бангладеш дозволила компанії «Sinovac Biotech» розпочати клінічне дослідження III фази вакцини «Коронавак» у Міжнародному центрі дослідження діарейних захворювань. Однак пізніше Бангладеш вирішив скасувати клінічне дослідження вакцини після того, як Sinovac попросила співфінансувати внутрішні випробування, які коштували б приблизно 7 мільйонів доларів.
2 липня 2020 року бангладеська приватна фармацевтична компанія під назвою «Globe Biotech Limited» заявила, що є першою компанією з Бангладеш, яка розробляє вакцину проти COVID-19. Ця бангладешська компанія фактично розробила 3 варіанти вакцини проти COVID-19, усі за різними технологіями. Компанія назвала вакцину на основі мРНК «Bangavax», а спочатку вона називалася називалася «Bancovid». Компанія «Globe Biotech» вжила всіх необхідних заходів з грудня 2020 року по січень 2021 року, щоб отримати дозвіл на етичне схвалення для проведення першого клінічного дослідження «Bangavax».
5 листопада 2020 року було підписано тристоронню угоду між урядом Бангладеш, Інститутом сироватки крові Індії та компанією «Beximco Pharma» з Бангладеш. Згідно з угодою, Бангладеш замовив 30 мільйонів доз вакцини Oxford–AstraZeneca в Інституті сироватки крові через «Beximco» вартістю 4 долари за дозу. Уряд Бангладеш оплатив аванс за 15 мільйонів доз.
Однак за перші два місяці 2021 року Інститут сироватки крові поставила лише 7 мільйонів доз, а 3,2 мільйона доз вакцини Oxford–AstraZeneca надав уряд Індії як подарунок. Бангладеш мав отримувати 5 мільйонів доз на місяць, але не отримав жодних поставок у березні та квітні, у результаті вакцинальна кампанія була зірвана. Тоді Бангладеш звернувся до альтернативних джерел вакцин, оскільки Індія припинила експорт. Бангладеш призупинив введення першої дози вакцини Oxford-AstraZeneca з 26 квітня 2021 року через кризу постачання.
Ситуація ускладнилася, коли терміни введення другої дози для 1,3 мільйона жителів країни стала невизначеною, оскільки Індія припинила експорт вакцини до Бангладеш. Країна знаходилась у сумнівах, чи отримають вакциновані другу дозу в потрібний час, чи замість другої дози потрібно буде ввести іншу вакцину. На думку експертів, було б нерозумно щепити одну людину різними марками вакцин. Експерти в галузі охорони здоров'я та опозиційна партія критикували уряд за те, що він покладається лише на Індію щодо вакцин замість кількох джерел. Крім того, низка громадян Бангладеш висловили сумніви щодо ефективності та безпеки вакцини.
27 квітня 2021 року фармацевтичний регулятор Бангладеш дозволив екстрене використання російської вакцини «Спутник V». Росія запропонувала виробляти свою вакцину в Бангладеш у співпраці з місцевою фармацевтичною компанією. Офіційні особи Бангладеш дали схвалення щодо цього.
29 квітня 2021 року регулятор з лікарських засобів Бангладеш дозволив екстрене використання вакцини BIBP китайської компанії «Sinopharm». Бангладеш замовив 15 мільйонів доз вакцини «Sinopharm BIBP» і отримав 500 тисяч доз у подарунок. Міністерство охорони здоров'я Бангладеш початково розпочало введення вакцини 1000 студентам-медикам, щоб спостерігати за її дією та безпекою. За словами генерального директора регуляторного агентства Махбубура Рахмана, «масове щеплення розпочнеться після періоду спостереження». Повідомлено, що Бангладеш також хотів виробляти цю вакцину в країні на додаток до виробництва, яке здійснюється в Китаї. Китай повідомив, що надішле 600 тисяч доз вакцини «Sinopharm BIBP» до Бангладеш як подарунок.
27 травня 2021 року регуляторне агентство з лікарських засобів дозволив екстрене використання вакцини Pfizer–BioNTech проти COVID-19. Програма COVAX доставила 106 тисяч доз вакцини «Pfizer» 2 червня.
6 червня 2021 року регуляторне агентство Бангладеш дозволив екстрене використання вакцини «Коронавак».
Станом на 11 червня 2021 року Бангладеш отримав обіцянку доставки 1,8 мільйона доз вакцини AstraZeneca за програмою COVAX, про що повідомив міністр закордонних справ А. К. Абдул Момен. Раніше передбачалося, що може виникнути дефіцит вакцин приблизно для 1,5 мільйона осіб, які чекали другої дози, через прогнозований дефіцит вакцин AstraZeneca в Бангладеш, спричинений обмеженнями на експорт вакцини, накладеними Індією.
13 червня 2021 року Китай надіслав у подарунок 600 тисяч доз вакцини «Sinopharm BIBP».
15 червня 2021 року регуляторне агентство з лікарських засобів дозволило екстрене використання вакцини Janssen проти COVID-19. Служба охорони здоров'я країни виступав місцевим дистриб'ютором вакцини.
25 червня 2021 року міністр охорони здоров'я Захід Малеке оголосив, що Бангладеш отримає 2,5 мільйона доз вакцини «Moderna» проти COVID-19 протягом наступних 10 днів із установ COVAX. Для цього Бангладеш схвалив вакцину «Moderna» 29 червня 2021 року.
Бангладеш отримав 2,5 мільйона вакцин «Moderna» 2 липня в рамках COVAX від США та 2 мільйони доз вакцини «Sinopharm BIBP» 3 липня 2021 року.
Бангладеш отримав 3 мільйони доз вакцини Moderna 19 липня в рамках COVAX від США.
24 липня Японія надіслала 245 тисяч доз вакцини AstraZeneca, та погодилась надіслати загалом 2,9 мільйона доз вакцини AstraZeneca.
Японія надіслала 781 тисяч доз вакцини 31 липня і 616780 доз вакцини Astra-Zeneca 2 серпня 2021 року.
11 серпня Бангладеш отримав від Китаю 1,77 млн доз вакцини «Sinopharm BIBP» в рамках COVAX.
12 серпня Бангладеш вирішив закупити ще 6 мільйонів доз вакцини «Sinopharm BIBP» у Китаю.
13 серпня 2021 року Китай відправив у подарунок Бангладеш 1 мільйон доз вакцини «Sinopharm BIBP».
16 серпня була підписана угода між урядом Бангладеш, китайською компанією «Sinopharm» і бангладешською компанією «Incepta Vaccines Ltd» щодо розливу, маркування та постачання китайської вакцини «Sinopharm BIBP».
21 серпня 2021 року Японія надіслала 7,81 млн доз вакцин AstraZeneca в рамках COVAX.
28 серпня 2021 року Японія надіслала 6,34 мільйонів доз вакцин Astra-Zeneca в рамках COVAX.
31 серпня 2021 року з Китаю прибуло 5,5 мільйонів доз вакцини «Sinopharm BIBP».
1 вересня 2021 року 1 мільйон доз вакцини Pfizer–BioNTech прибув із США в рамках COVAX.
5 жовтня США доставили до Бангладеш ще 5 мільйонів доз вакцини Pfizer проти COVID-19.
У листопаді США поставили в Бангладеш 3,5 мільйона доз вакцини Pfizer проти COVID-19.
22 листопада США в партнерстві з COVAX передали Бангладеш ще 1,79 мільйона доз вакцини Pfizer проти COVID-19.
18 грудня США доставили понад 1,77 мільйона додаткових доз вакцини Pfizer проти COVID-19 до Бангладеш через COVAX.
26 грудня 2021 рокуСША доставили 2,5 мільйона додаткових доз вакцини Pfizer проти COVID-19 жителям Бангладеш.
У січні 2022 року США та COVAX надали Бангладеш 7 мільйонів доз вакцини Pfizer проти COVID-19
20 січня 2022 року США в партнерстві з COVAX доставили до Бангладеш додаткові 337350 доз вакцини «Johnson & Johnson» проти COVID-19.
1 лютого США передали Бангладеш 10 мільйонів додаткових доз вакцини Pfizer проти COVID-19 через COVAX.
23 лютого США передали Бангладеш ще 6,2 мільйона доз вакцини Pfizer проти COVID-19.

## Програма вакцинації
Бангладеш розпочав введення вакцин проти COVID-19 27 січня 2021 року, спочатку зосередившись на пілотній програмі вакцинації 500 медичних працівників, тоді як масова вакцинація почалася 7 лютого 2021 року. Планувалося, що 6 мільйонів доз буде введено в перший місяць, а наступного місяця — ще 5 мільйонів.Б уло запущено онлайн-портал реєстрації, де громадяни реєструвалися за допомогою свого індивідуального номера посвідчення особи. Спочатку реєстрація була відкрита для осіб віком від 55 років і старше, але через нижчу, ніж очікувалося, кількість відвідувачів була негайно знижена до осіб віком від 40 років. 5 липня 2021 року, після відновлення програми вакцинації, служба охорони здоров'я оголосила про зниження реєстраційного віку до 35 років, а 19 липня до 30 років. Але забезпечити щепленням жителів міських нетрів Бангладеш, які перебувають у неблагоприємному соціально-економічному становищі, було складно.

### Вакцинація в університетах і школах
Програма університетської вакцинації або «Univac» була запущена для вакцинації студентів університетів. Оскільки мінімальний вік вакцинації було знижено до 18 років, але багато хто з молодих людей не мав посвідчення особи, щоб зареєструватися на головному державному веб-сайті щодо вакцинації (surokkha.gov.bd), на іншому веб-сайті (univac. ugc.gov.bd) було запущено реєстрацію, щоб дозволити студентам університетів зі свідоцтвами про народження зареєструватися для отримання вакцини. 2 листопада стартувала кампанія з вакцинації дітей 12-17 років у школах. Щоб зробити щеплення, вони повинні були зареєструватися в школах.

## Використання вакцин
| Вакцина            | Схвалення | Вакцинація | Замовлено/COVAX | Отримано       | Подарунок      | Всього отримано | Введено                   |
| ------------------ | --------- | ---------- | --------------- | -------------- | -------------- | --------------- | ------------------------- |
| Oxford-AstraZeneca | Так       | Так        | 62 мільйони     | 15 мільйонів   | 24,6 мільйонів | 39,6 million    | 25 мільйонів (приблизно)  |
| Спутник V          | Так       | Ні         | 40 мільйонів    |                |                |                 |                           |
| Sinopharm BIBP     | Так       | Так        | 175 мільйонів   | 150 мільйонів  | 5,5 мільйонів  | 155,5 мільйонів | 92 мільйони (приблизно)   |
| Pfizer–BioNTech    | Так       | Так        | 31,5 мільйонів  | 31,5 мільйонів | 31,5 мільйонів | 31,5 мільйонів  | 15 мільйонів (приблизно)  |
| Коронавак          | Так       | Так        | 60 мільйонів    | 3 мільйони     | 3 мільйони     | 3 мільйони      | 3 мільйони (приблизно)    |
| Janssen            | Так       | Так        | 70 мільйонів    | 1 мільйон      | 1 мільйон      | 1 мільйон       |                           |
| Moderna            | Так       | Так        | 7,3 мільйона    | 5,5 мільйонів  | 5,5 мільйонів  | 5,5 мільйонів   | 5,5 (приблизно) мільйонів |